# The Rig (série télévisée)
Pour les articles homonymes, voir The Rig.
The Rig, ou The Rig : Dans le brouillard des abysses au Québec, est une série télévisée écossaise créée par David Macpherson et réalisée par John Strickland (en), diffusée le 6 janvier 2023 sur Prime Video.

## Synopsis
Sur la plate-forme pétrolière Kinloch Bravo, située en mer du Nord au large des côtes écossaises, l'équipage, qui se prépare à revenir sur le continent, est interrompu par un brouillard mystérieux brouillant toute communication avec le rivage et le monde extérieur.

## Distribution
- Emily Hampshire (VF : Olivia Luccioni) : Rose Mason
- Iain Glen (VF : Loïc Houdré) : Magnus MacMillan
- Martin Compston (VF : Donald Reignoux) : Fulmer Hamilton
- Mark Bonnar (VF : Jérôme Keen) : Alwyn Evans
- Rochenda Sandall (en) (VF : Déborah Claude) : Cat Braithwaite
- Owen Teale (VF : Paul Borne) : Lars Hutton
- Richard Pepple (VF : Eilias Changuel) : Grant Dunlin
- Calvin Demba (en) (VF : Simon Koukissa-Barney) : Baz Roberts
- Emun Elliott (VF : Anatole de Bodinat) : Leck Longman
- Abraham Popoola (VF : Sourou Ouadodji) : Easter Ayodeji
- Stuart McQuarrie (VF : Pascal Casanova) : Colin Murchison
- Molly Vevers (VF : Youna Noiret) : Heather Shaw
- Mark Addy (VF : Emmanuel Jacomy) : Coake
- Dougie Rankin : William Johnson
- Alice Krige : Lennox (saison 2 – 2025)

 Source et légende : version française (VF) sur RS Doublage

## Production
David Macpherson a d'abord eu l'idée de la série en 2018, en se basant en partie sur les histoires que son père lui a racontées sur son travail dans l'industrie pétrolière et gazière. Il a envoyé un pitch d'une page au producteur Derek Wax, et a commencé à l'écrire en décembre 2018. En novembre 2020, il a été annoncé qu'Amazon avait le feu vert pour The Rig. La série est écrite et créée par David Macpherson, et dirigée par John Strickland (en). Derek Wax est nommé producteur exécutif aux côtés de Strickland, tandis que Suzanne Reid en est productrice. La société de Wax, Wild Mercury Productions (filiale de Banijay) produit la série. Le 22 février 2023, Amazon renouvelle la série pour une deuxième saison.
La production réunit une partie du casting de Game of Thrones : Iain Glen, Mark Addy et Owen Teale. 

## Épisodes
Les épisodes, sans titres, sont numérotés de un à six.